# Fiesta del zapato
El Día del Zapato, también llamada fiesta de San Nicolás, era una representación cortesana de origen popular, que solía escenificarse el 6 de diciembre a lo largo del siglo XVI. Tenía como origen una anécdota de la vida de Nicolás de Bari, y fue pantomima favorita del rey Felipe II, que la usó como obsequio para la que sería su tercera esposa Isabel de Valois.

## Historia

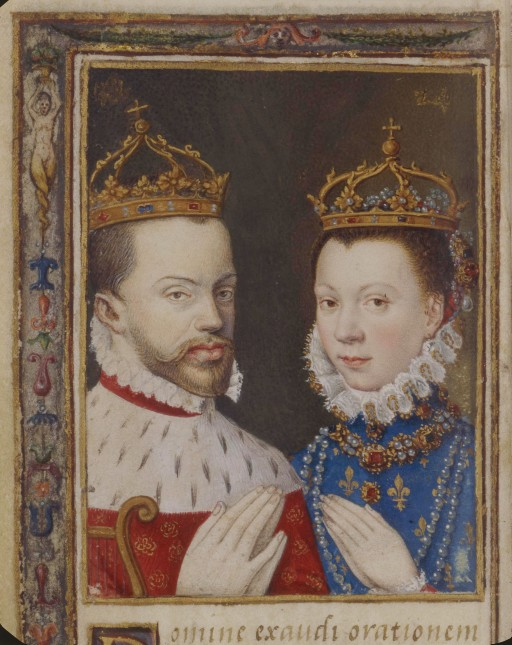
Felipe II e Isabel de Valois. Miniatura del Libro de oraciones de Catalina de Médici. Biblioteca Nacional de Francia.

Se ha documentado que el serio y reservado rey Felipe II de España, además de al teatro religioso, fue aficionado a algunas "comedias mímicas", siendo la mascarada de la Noche de Reyes y la llamada Fiesta del Zapato, las pantomima que dicho rey más valoraba (o quizá las únicas).
La representación de dicha "Fiesta del zapato" adaptaba un supuesto pasaje de la vida de san Nicolás de Bari, obispo de Mira, cuando siendo aún joven se compadeció de un desquiciado hidalgo de la localidad de Patara, en Licia. Este había caído en la más absoluta miseria y se había visto obligado a prostituir a sus tres hijas (según la leyenda hermosas y honestas). Para remediarlo, el santo echó tres zapatos llenos de oro —según otras versiones bolsos—, en otras tantas noches, por la ventana del cuarto "donde dormía aquel padre desnaturalizado, con lo que proveyó el remedio oportuno". La feliz historia se montaba en clave de pantomima, "con máquinas, representaciones y músicas". Los amenos cronistas Narciso Díaz de Escovar y Francisco de Paula Lasso de la Vega lo describen así:

"Eran estas representaciones un derroche de lujo en la puesta escénica, y a ellas asistían convidados todos los aristócratas y grandes personajes de la villa y corte. Se exhibían extraordinarias máquinas y se congregaban excelentes músicos, no faltando un buen gasto de luces".

Anécdota y hechos de la vida de Felipe II, que no dejan de ser paradoja si, como concluyen sus biógrafos del siglo XX, el "Rey Prudente" no aprobaba el teatro popular y prohibió las escenas en que apareciesen monarcas; además, durante su reinado no hubo teatro en la corte (salvo infantiles pantomimas como la aquí contada, o piezas de contenido religioso), ni concedió su tesoro subsidio alguno a dramaturgos ni mecenazgo a actores. Y como telón final, un año antes de su muerte, ordenó al Consejo de Castilla que expidiese una orden prohibiendo las comedias "para siempre", no sólo en los corrales, calles y plazas, sino aún más en iglesias y conventos. Por suerte para el teatro español, su hijo, Felipe III de España revocó el "para siempre"
dos años después.